# Burhanettin Bulut

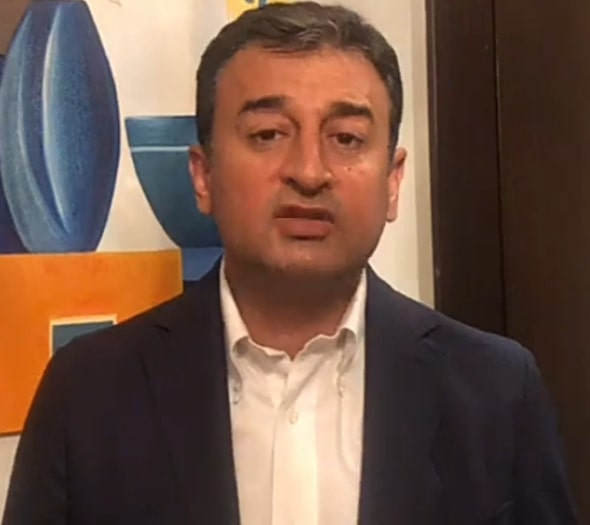
Burhanettin Bulut (2020)

Burhanettin Bulut (* 25. August 1970 in Bitlis) ist ein türkischer Politiker der Cumhuriyet Halk Partisi (CHP), der seit 2018 Mitglied der Großen Nationalversammlung (TBMM) ist. Seit 2023 ist er zudem stellvertretender CHP-Vorsitzender für Medien und Öffentlichkeitsarbeit.

## Leben
Burhanettin Bulut, Sohn von Ahmet Bulut und dessen Ehefrau Zübeyde Bulut, besuchte die Denizli-Grundschule, die 19.-Mai-Sekundarschule sowie das Jungengymnasium in Adana und begann daraufhin ein Pharmaziestudium an der Fakultät für Pharmazie der Ege-Universität (Ege Üniversitesi), welches er 1992 abschloss. Nach seiner Approbation begann er seine berufliche Tätigkeit als Apotheker 1993 mit der von ihm eröffneten Apotheke in Yeşilevler in Seyhan, dem bevölkerungsreichsten Stadtbezirk von Adana und gleichzeitig ein Landkreis der Provinz Adana. 2003 verlegte er seine Apotheke Batu Eczane innerhalb von Adana nach Toros im Stadtbezirk Çukurova. Neben seiner Tätigkeit als Apotheker engagiert er sich seit 1993 neben seiner Mitgliedschaft auch aktiv in verschiedenen Nichtregierungsorganisationen. Innerhalb der Apothekerkammer von Adana war er zwischen 1993 und 1999 Mitglied verschiedener Kommissionen, von 1999 bis 2001 Schatzmeister im Vorstand und von 2001 bis 2003 Generalsekretär, ehe er schließlich zwischen 2003 und 2011 Präsident der Apothekerkammer von Adana war. Während seiner Amtszeit als Präsident der Kammer kämpfte er gegen die negative Situation, die das Projekt „Transformation in der Gesundheit“ (Sağlıkta Dönüşüm) mit sich brachte. Zudem befasste er sich mit Problemen, die bei wichtigen Veränderungen im Bereich Pharmazie und Gesundheit auftraten, wie der Übertragung der Regelungen der Sozialversicherungsanstalt SSK (Sosyal Sigortalar Kurumu) auf Privatapotheken, der Arzneimittelversorgung von Privatapotheken für Green-Card-Patienten und der Einführung des SSI-Medula-Systems.
Bei der Parlamentswahl am 12. Juni 2011 kandidierte Bulut für die Republikanische Volkspartei (CHP), deren Mitglied er seit 1999 ist, für die Provinz Adana für ein Mandat in der Großen Nationalversammlung, verpasste jedoch den Einzug ins Parlament. Er war Vorstandsmitglied und Mitglied der Kommission „Umwelt und öffentliche Gesundheit“ im CHP-Bezirksverband Çukurova und wurde bei der Kommunalwahl am 30. März 2014 zum Mitglied des Rates des Landkreises Çukurova. Des Weiteren begann er ein postgraduales Studium an der Fakultät für Wirtschaftswissenschaften der Universität Anadolu (Anadolu Üniversitesi). Er schreibt ferner wöchentliche Kolumnen in verschiedenen Zeitungen und auf Web-Nachrichtenseiten wie adanaulus.com. Bei der Parlamentswahl in der Türkei am 24. Juni 2018 wurde er für die Cumhuriyet Halk Partisi für die Provinz Adana erstmals zum Mitglied der Großen Nationalversammlung TBMM (Türkiye Büyük Millet Meclisi) gewählt und gehört dieser nach seiner Wiederwahl bei der Parlamentswahl am 14. Mai 2023 seither an. In der 27. Legislaturperiode (24. Juni 2018 bis 3. Juni 2023) wurde er Mitglied der Kommission für Gesundheit, Familie, Arbeit und Soziales (Sağlık, Aile, Çalışma ve Sosyal İşler Komisyonu) und gehört dieser auch in der 28. Legislaturperiode seit dem 3. Juni 2023 an. Ferner übernahm er am 11. November 2023 die neu geschaffene Funktion als stellvertretender CHP-Vorsitzender für Medien und Öffentlichkeitsarbeit und ist damit Stellvertreter des CHP-Vorsitzenden Özgür Özel.
Burhanettin Bulut ist mit İpek Bulut verheiratet, die ebenfalls Apothekerin ist, und Vater von zwei Kindern.

## Einzelnachweis
1. ↑  Özgür ÖZEL – 28. DÖNEM MANISA MİLLETVEKİLİ. In: Große Nationalversammlung der Türkei. Abgerufen am 20. Mai 2024 (türkisch).

| Personendaten    | Personendaten              |
| ---------------- | -------------------------- |
| NAME             | Bulut, Burhanettin         |
| KURZBESCHREIBUNG | türkischer Politiker (CHP) |
| GEBURTSDATUM     | 25. August 1970            |
| GEBURTSORT       | Bitlis                     |